# Гаджи Гуси
Казымлы Гаджи Гуси Кербалай Лютфали оглы (азерб. Hacı Hüsü; 1839, Шуша — 1898, Асхабад (ныне Ашхабад)) — один из выдающихся представителей вокального искусства азербайджанской музыки, воспитанник Харрата Кули.

## Жизнь и творчество
Впервые перед шушинцами он выступил на благотворительном вечере в театре Хандемирова. Гаджи Гуси в сопровождении известного тариста Садыхджана (Мирза Садых)с блеском спел на этом вечере мугам Чаргях, покорив сердца слушателей. Слава его распространилась быстро.
Гаджи Гуси явился также знатоком теории мугамата, был в курсе практики исполнения этого жанра во многих странах Востока и особенностей мугамов Азербайджана. Он усовершенствовал выразительность и формообразующие свойства ряда отечественных мугамов, создав их новые варианты. Одним из них является мугам Кюрди-Шахназ — к традиционному Кюрди Гаджи Гуси добавил ещё один раздел — Шахназ, что придало форме значительный размах и углубило эмоционально-драматургическое содержание. Гаджи Гуси был также создателем мугама Гатар.
Он получал приглашения не только на празднества в азербайджанские города — (любимый ханенде Натаван, Гаджи Гуси был частым участником её меджлиса. Его нередко приглашали на свои вечера известные музыканты — бакинец Мешади Мелик Мансуров, шамахинец Махмуд Ага и другие. Гаджи Гуси был также желанным гостем во многих городах Ближнего и Среднего Востока. Известно, что в 1880 году шах Ирана Насреддин пригласил его в Тебриз на свадьбу своего сына. Гаджи Гуси сопровождали и аккомпанировали тарист Садыхджан и кеманчист Багдагюль Ата. Ещё пел он вместе со многими известными музыкантами Ирана. И первой премией шах наградил Гаджи Гуси.
В последние годы жизни, после возвращения из паломничества в Мекку, Гаджи Гуси под воздействием религиозных деятелей, перестал исполнять мугамы и лишь провозглашал азан с минарета шушинской мечети Говхар Ага, призывая к молитве. Но даже тогда его голос привлекал многочисленных слушателей не только Шуши, но и окрестных сел.